# سلاقوس
قرية سلاقوس هي إحدى القرى التابعة لمركز العدوة بمحافظة المنيا في جمهورية مصر العربية. حسب إحصاءات سنة 2006، بلغ إجمالي السكان في سلاقوس 15260 نسمة، منهم 7730 رجلا و7530 امرأة.